# 李春旺
李春旺（？—？），字醖生，號暘俶，四川成都府仁寿县竈籍。明朝政治人物。

## 生平
萬曆四十年（1612年）壬子科四川鄉試舉人，天啓二年（1622年）壬戌科進士。都察院观政，三年授河南长葛知县，四年本省同考，五年调杞县知县，崇祯二年八月补工科给事中，管工程，五年升兵科右，九月擢工科左给事中，六年出为河南按察副使，分守洛阳道。八年京察免职，十年考察闲住。
县有“父子黄门坊”，在县治前东街，明知县王举为李春旺、子李纯阳、李继阳立。

## 家族
曾祖父：李太和，祖父：李盖，父：李登堂。